# Світловодський міський краєзнавчий музей
Світловодський міський краєзнавчий музей бере свій початок від музейної кімнати, яка діяла на громадських засадах при міському палаці культури з квітня 1970 року. У 1988 році рішенням виконкому Світловодської міської ради під розміщення експозиції було надано будинок, у якому колись проживав Герой Соціалістичної Праці, першобудівник міста М. Д. Карпов. У 1990 році музей було переведено в систему державних закладів відділу культури.

## Сучасність
Музей міститься в привабливій зеленій зоні, на подвір'ї багато квітів, плодових дерев. У його фондах налічується майже 4,5 тис. предметів, що відображають історію краю.

## Опис
Розпочинається огляд з експонатів про історію музею, про тих, хто працював на громадських засадах, створюючи заклад.
Одним із попередників Світловодська є місто Крилів (з 1822 р. — Новогеоргіївськ), який потрапив у зону затоплення Кременчуцької ГЕС. В експозиції — фотографії втраченого міста, копії архівних документів. Автор світлин — новогеоргіївський фотограф Василь Перепечай.
Палеонтологічну експозицію представлено кістками мамонта, оленя, тура. Є тут і знахідки з безкурганного могильника скіфів. Екскурсанти мають змогу доторкнутися до «каменя скарбів» з с. Табурища (сьогодні це частина міста), почути інформацію про козацьку минувшину краю, зокрема, про Куруківську битву 1625 р., яка розпочалася в с. Табурище.
У музеї оформлено постійно діючу експозицію, присвячену німецько-радянській війні, яка доповнена експонатами, знайденими на місці боїв у 1943 році (сьогодні це острів Змитниця в Кременчуцькому водосховищі).
Відвідувачі можуть почути звучання патефона, грамофона, репродуктора періоду війни. Відліковує час годинник, що колись висів на центральній площі м. Кремгеса (попередня назва Світловодська).
Один із залів присвячений будівництву міста — тут розміщено макет села Табурища 1954 року, світлини, що відображають історичні віхи будівництва ГЕС і міста.
Серед найпривабливіших для відвідувачів предметів — ткацький верстат, речі, якими користувалися в давнину, автопортрет художника О.Фойницького, картина П. Кодьєва «Босоноге дитинство», картина А.Горбенка «Моя Кіровоградщина».
У музеї є унікальні експонати, які подарував рідному місту льотчик-космонавт Юрій Маленченко: тренувальний костюм, космічна їжа.
При музеї діє об'єднання майстрів декоративно-вжиткового мистецтва, які час від часу проводять виставки своїх робіт. Відвідувачі можуть ознайомитись з роботами з дерева Павла Бащука та Івана Якименка, вишивками Майї Пасько, виробами з тіста Любові Дворцової.
Увагу відвідувачів привертають фотографії видатних людей, які були гостями міста — М.Хрущова, П.Тичини, О.Корнійчука, В. Василевської, Хо Ши Міна та інших.

## Сьогодні музей пропонує
- оглядові та тематичні екскурсії по експозиціях та виставках;
- презентації виставок, нових надходжень;
- організацію масових заходів, творчих зустрічей;
- лекції і бесіди з краєзнавчої тематики;
- створення теле-, кінопрограм з використанням унікальних музейних експонатів;
- консультації, написання наукових довідок з проблем історії, культури, природи краю.